# (7867) Burian
(7867) Burian (1984 SB1) – planetoida z grupy pasa głównego asteroid okrążająca Słońce w ciągu 3,29 lat w średniej odległości 2,21 j.a. Odkryta 20 września 1984 roku.